# Луцій Сальвій Отон
Луцій Сальвій Отон (? — після 42) — політичний та військовий діяч Римської імперії, консул-суффект 33 року.

## Життєпис
Походив з роду нобілів Сальвіїв. Син Марка Сальвія Отона. Завдячує своїй кар'єрі дружині Октавіана Августа — Лівії. Завдяки цьому у 8 році став монетарієм, а у 9 році — претором. Був близьким другом імператора Тиберія, при якому зробив гарну кар'єру. У 33 році обрано консулом-суффектом разом з Гаєм Октавієм Ленатом. За правління імператора Калігули обіймав посаду проконсула у провінції Африка, а за імператора Клавдія — очолював Далмацію. У 42 році брав участь у придушенні повстання Скрибоніана, а також попередив заколот проти Клавдія у Римі. За це від останнього отримав звання патриція. Згодом став членом колегії арвальських братів. Подальша доля невідома.

## Родина
Дружина — Альбія Теренція
Діти:
- Луцій Сальвій Отон Тіціан, консул 52 року, консул-суффект 69 року.
- Марк Сальвій Отон, консул-суффект 33 року, римський імператор 69 року.
- Сальвія